# داده پرت

داده‌ای پرت (قرمز) که ظاهراً با دیگر داده‌ها نمی‌خواند، رگرسیون خطی آبی بدون درنظر گرفتن تأثیر آن ترسیم شده و خط قرمز با به‌حساب آوردن آن.

نمودار جعبه‌ای برای توصیف داده آزمایش مایکلسون-مورلی. داده‌های پرت با دایره‌های کوچکی نمایش داده‌شده‌اند.

دادهٔ پرت یا داده دورافتاده (به انگلیسی: Outlier) در مبحث آمار، به داده‌ای گفته می‌شود که با دیگر داده‌های هم‌گروه فاصلهٔ چشمگیری داشته‌باشد، (یا به‌اصطلاح "نخواند") گرابز دادهٔ پرت را این‌چنین تعریف کرده‌است:
دادهٔ پرت داده‌ای است که تفاوت قابل ملاحظه‌ای با بقیهٔ اعضای نمونه‌ای که در آن اتفاق افتاده‌است داشته‌باشد.
برای پرتی یک دادهٔ بخصوص و نیز دیگر داده‌های پرت دلایل زیادی می‌تواند وجود داشته باشد اما معمولاً حضور آن‌ها نشان‌گر این است که؛ یا برخی از اندازه‌گیری‌ها دارای اشتباه هستند، یا داده دارای توزیع احتمالی با دنبال سنگین (نشان‌گر نکته‌ای) است.